# Epipagis setinalis
Epipagis setinalis là một loài bướm đêm trong họ Crambidae.